# 山田一郎 (評論家)
山田 一郎（やまだ いちろう、1919年8月30日 - 2010年1月17日 ）は、日本の文学・歴史の研究家・評論家。

## 来歴
高知県生まれ。共同通信社の記者を務め、常務理事。
寺田寅彦研究の第一人者で、『寺田寅彦覚書』で1982年芸術選奨新人賞、1981年度寺田寅彦記念賞受賞。
土佐山内家宝物資料館館長、高知新聞社客員。坂本龍馬についても著作がある。

## 著書
- 新聞と通信社 世界の通信網 同文館 1955
- 寺田寅彦覚書 岩波書店 1981
- 南風帖 高知新聞社 1983
- 南風対談 高知新聞社 1984 (Koshin books)
- 南風対談 続 高知新聞社 1985 (Koshin books)
- 南風対談 続・続 高知新聞社 1986 (Koshin books)
- 坂本竜馬 隠された肖像 新潮社 1987
- 竜馬からの遺言状 新人物往来社 1991
- 海援隊遺文 坂本竜馬と長岡謙吉 新潮社 1991
- うみやまの書 土佐 高知新聞社 1992 (Koshin books)
- いのちなりけり 高知新聞社 1996
- 夕映え草紙 遥かなる「満州」へ 高知新聞社 1998
- 寺田寅彦の風土 高知市民図書館 2001
- 寺田寅彦 妻たちの歳月 岩波書店 2006